# (31097) Nucciomula
(31097) Nucciomula (1997 JM11) – planetoida z pasa głównego asteroid okrążająca Słońce w ciągu 7,85 lat w średniej odległości 3,95 j.a. Odkryta 3 maja 1997 roku.